# Actinostachys
Actinostachys es un género de plantas vasculares pertenecientes a la familia Schizaeaceae.

## Especies
Lista de especies aceptadas:
- Actinostachys intermedia (Mett.) C.F. Reed
- Actinostachys laevigata (Mett.) C.F. Reed
- Actinostachys pennula (Sw.) Hook.
- Actinostachys subtrijuga (Mart.) C. Presl
- Actinostachys trilateralis (Schkuhr) J. Sm.